# Pierre noire (dessin)
Pour les articles homonymes, voir Pierre noire.

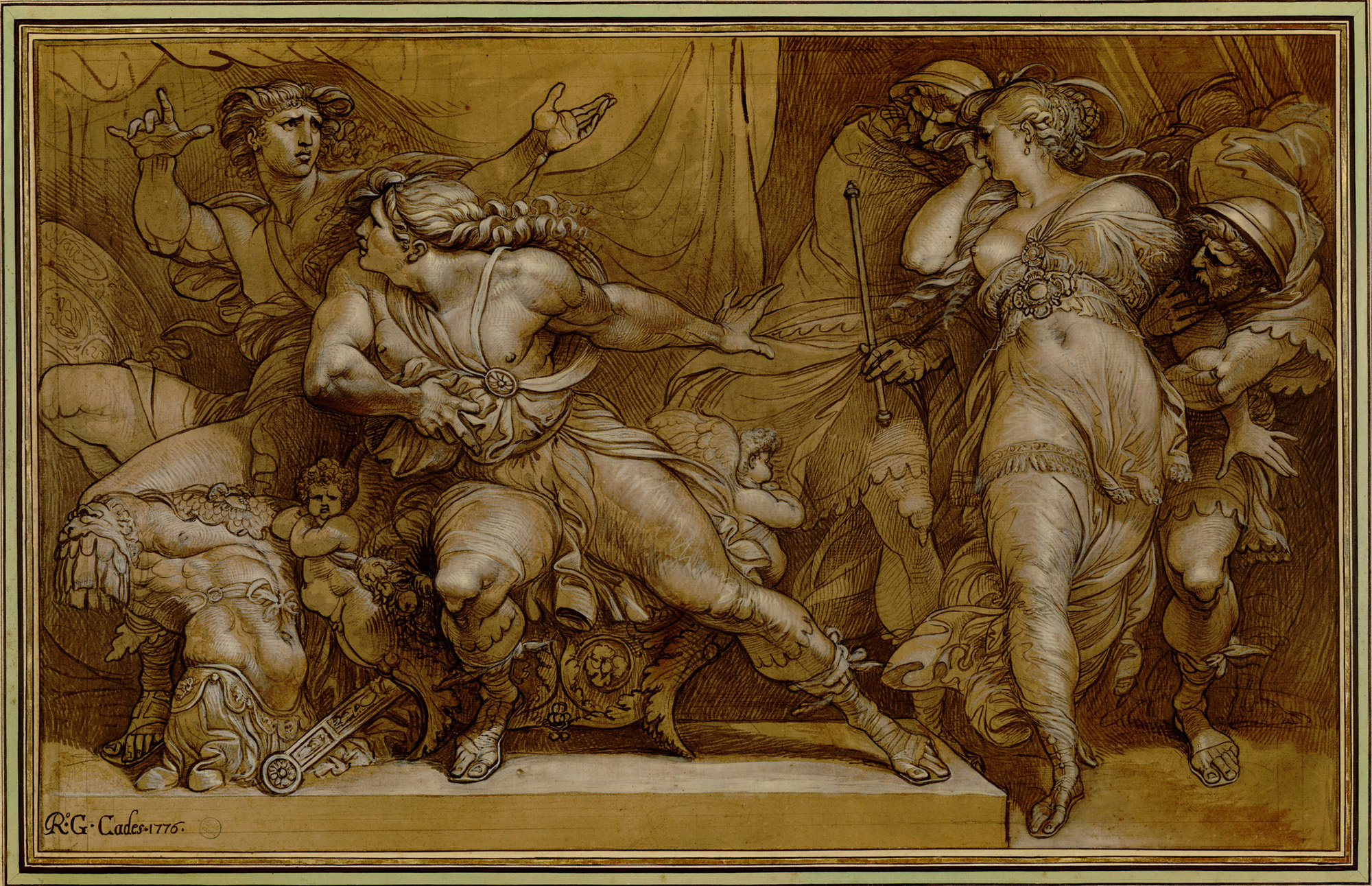
Giuseppe Cades, Achille et Briséis, pierre noire, plume, encre noire, lavis gris, rehaut de blanc sur papier préparé (1776), Montpellier, Musée Fabre (Inv. 877-I-8).

La pierre noire est un outil de dessin au noir sombre et mat, constitué d'ampélite, souvent originaire de Bretagne, ayant la propriété de comporter de l'alun.
On trouve la pierre noire le plus souvent sous forme de crayon, brut ou entouré de bois, ou encore sous forme de craie rectangulaire.
Elle est utilisée pour les esquisses, mais aussi pour les dessins plus raffinés. Elle a été très utilisée pendant la Renaissance, souvent sur papier gris ou brun, et souvent accompagnée de rehauts de gouache blanche, d'encre de Chine sèche ou en lavis, de lavis de bruns, ou encore de sanguines.
La pierre noire employée avec la sanguine et la craie blanche est une technique dite « aux trois crayons ».
La plupart des grands peintres de la Renaissance ont dessiné avec cet outil.

C'est l'un des outils utilisés par l'artiste français contemporain Ernest Pignon-Ernest, qui prépare ses affiches au fusain avant de les affiner avec de la pierre noire pour finalement les sérigraphier.